# Communauté d’agglomération Privas Centre Ardèche (vor 2017)
Die Communauté d’agglomération communauté d’agglomération Privas Centre Ardèche (vor 2017) ist ein ehemaliger französischer Gemeindeverband mit Rechtsform einer Communauté d’agglomération im Département Ardèche. Das dazugehörige Gebiet lag in der Mitte des Départements und umfasste seinen Hauptort (Präfektur) Privas, in dem sich auch der Verwaltungssitz der Communauté d’agglomération befand. Der Gemeindeverband bestand aus 35 Gemeinden auf einer Fläche von 479,6 km2.

## Aufgaben
Zu den vorgeschriebenen Aufgaben gehörten die Entwicklung und Förderung wirtschaftlicher Aktivitäten und des Tourismus sowie die Raumplanung auf Basis eines Schéma de Cohérence Territoriale. Der Gemeindeverband bestimmte die Wohnungsbaupolitik. In Umweltbelangen betrieb er die Abwasserentsorgung, die Müllabfuhr und -entsorgung und war in weiteren Umweltfragen wie etwa Luftreinhaltung zuständig. Er betrieb außerdem die Straßenmeisterei und Teile des Schulbus- und öffentlichen Nahverkehrs. Zusätzlich baute und unterhielt der Verband Kultur- und Sporteinrichtungen und förderte Veranstaltungen in diesen Bereichen.

## Historische Entwicklung
Die Communauté d’agglomération Privas Centre Ardèche entstand am 1. Januar 2014 aus dem Zusammenschluss zweier Communauté de communes und weiterer Gemeinden, deren Verbände zu diesem Zweck aufgelöst worden waren. Diese waren:
- die Communautés de communes de Privas Rhône Vallées,
- die Communautés de communes d’Eyrieux aux Serres,
- neun einzelne Gemeinden aus den drei Communautés de communes de la Roche de Gourdon, des Confluences Drôme Ardèche und des Châtaigniers.

Mit Wirkung vom 1. Januar 2017 fusionierte der Gemeindeverband mit der Communauté de communes du Pays de Vernoux und bildete so eine Nachfolgeorganisation mit dem identen Namen Communauté d’agglomération Privas Centre Ardèche. Trotz der Namensgleichheit handelte es sich um eine Neugründung mit anderer Rechtspersönlichkeit.

## Ehemalige Mitgliedsgemeinden
Folgende 35 Gemeinden gehörten der Communauté d’agglomération Privas Centre Ardèche an:
| Gemeinde                      | Einwohner 1. Januar 2022 | Fläche km² | Dichte Einw./km² | Code INSEE | Postleitzahl |
| ----------------------------- | ------------------------ | ---------- | ---------------- | ---------- | ------------ |
| Ajoux                         | 78                       | 12,2       | 6                | 07004      | 07000        |
| Alissas                       | 1.485                    | 12,4       | 120              | 07008      | 07210        |
| Beauchastel                   | 1.847                    | 8,5        | 217              | 07027      | 07800        |
| Beauvène                      | 202                      | 11,8       | 17               | 07030      | 07190        |
| Chalencon                     | 339                      | 9,4        | 36               | 07048      | 07240        |
| Chomérac                      | 3.094                    | 18,9       | 164              | 07066      | 07210        |
| Coux                          | 1.664                    | 12,0       | 139              | 07072      | 07000        |
| Creysseilles                  | 156                      | 10,2       | 15               | 07074      | 07000        |
| Dunière-sur-Eyrieux           | 437                      | 7,7        | 57               | 07083      | 07360        |
| Flaviac                       | 1.239                    | 13,0       | 95               | 07090      | 07000        |
| Freyssenet                    | 46                       | 9,5        | 5                | 07092      | 07000        |
| Gluiras                       | 368                      | 25,1       | 15               | 07096      | 07190        |
| Gourdon                       | 78                       | 12,8       | 6                | 07098      | 07000        |
| La Voulte-sur-Rhône           | 4.762                    | 9,7        | 491              | 07349      | 07800        |
| Le Pouzin                     | 2.893                    | 12,5       | 231              | 07181      | 07250        |
| Les Ollières-sur-Eyrieux      | 1.020                    | 7,6        | 134              | 07167      | 07360        |
| Lyas                          | 592                      | 8,0        | 74               | 07146      | 07000        |
| Marcols-les-Eaux              | 283                      | 16,0       | 18               | 07149      | 07190        |
| Pourchères                    | 137                      | 7,6        | 18               | 07179      | 07000        |
| Pranles                       | 505                      | 29,5       | 17               | 07184      | 07000        |
| Privas                        | 8.552                    | 12,1       | 707              | 07186      | 07000        |
| Rochessauve                   | 484                      | 17,6       | 28               | 07194      | 07210        |
| Rompon                        | 1.141                    | 22,0       | 52               | 07198      | 07250        |
| Saint-Cierge-la-Serre         | 246                      | 16,2       | 15               | 07221      | 07800        |
| Saint-Étienne-de-Serre        | 217                      | 16,5       | 13               | 07233      | 07190        |
| Saint-Fortunat-sur-Eyrieux    | 806                      | 22,1       | 36               | 07237      | 07360        |
| Saint-Julien-du-Gua           | 169                      | 17,0       | 10               | 07253      | 07190        |
| Saint-Julien-en-Saint-Alban   | 1.464                    | 10,4       | 141              | 07255      | 07000        |
| Saint-Laurent-du-Pape         | 1.617                    | 20,1       | 80               | 07261      | 07800        |
| Saint-Maurice-en-Chalencon    | 200                      | 7,8        | 26               | 07274      | 07190        |
| Saint-Michel-de-Chabrillanoux | 405                      | 12,1       | 33               | 07278      | 07360        |
| Saint-Priest                  | 1.337                    | 19,1       | 70               | 07288      | 07000        |
| Saint-Sauveur-de-Montagut     | 1.112                    | 11,5       | 97               | 07295      | 07190        |
| Saint-Vincent-de-Durfort      | 272                      | 12,5       | 22               | 07303      | 07360        |
| Veyras                        | 1.504                    | 7,8        | 193              | 07340      | 07000        |